# Jana Kvantiková
Jana Kvantiková (* 12. März 1994 in Žilina) ist eine slowakische Schauspielerin.

## Leben
Jana Kvantiková wurde 1994 in Žilina im Nordwesten der Slowakei geboren. Zwischen 2009 und 2015 lernte sie darstellende Kunst am Konservatorium Bratislava. In dieser Zeit hatte sie sowohl ihre ersten Engagements am Theater als auch bei Filmproduktionen. Sie war zum Beispiel am Bratislaver Theater Nová scéna zu sehen. Zudem wirkte sie 2013 im Kurzfilm Orfeova pieseň mit. Zwischen 2013 und 2015 drehte sie zudem für die Fernsehserie Kolonáda, bei welcher sie in allen 26 Folgen in der Rolle Saša Horvátová zu sehen war. Zudem war sie in der zwischen 2020 und 2021 gedrehten Fernsehserie Slovania, welcher auch unter den internationalen Titel The Slavs bekannt ist, in allen zwölf Folgen in der Rolle Lada zu sehen. 2020 bekam sie eine Rolle in Agnieszka Hollands erfolgreichem Film Charlatan. Während der COVID-19-Pandemie ergab sich für Jana Kvantiková die Möglichkeit, in der fünften Episode der Fernsehserie Maria Theresia die Rolle der Isabella von Bourbon-Parma zu verkörpern.
In den Film Piargy von Ivo Trajkov aus dem Jahr 2022 spielte sie die Rolle Johanka. Der Film war unter dem Titel The Ballad of Piargy auf dem Filmfestival Cottbus zu sehen. Für ihre Darstellung in dem Film wurde sie 2023 mit dem slowakischen Filmpreis Slnko v sieti („Sonne im Netz“) als Beste Nebendarstellerin ausgezeichnet.

## Auszeichnungen
- 2023: Slnko v sieti – Beste Nebendarstellerin (in dem Film Piargy)